# Jacques Dohen
Jacques Dohen (né le 4 mai 1930 à Paris et mort le 9 mai 2005 à Vars) est un athlète français, spécialiste du 110 mètres haies.

## Biographie

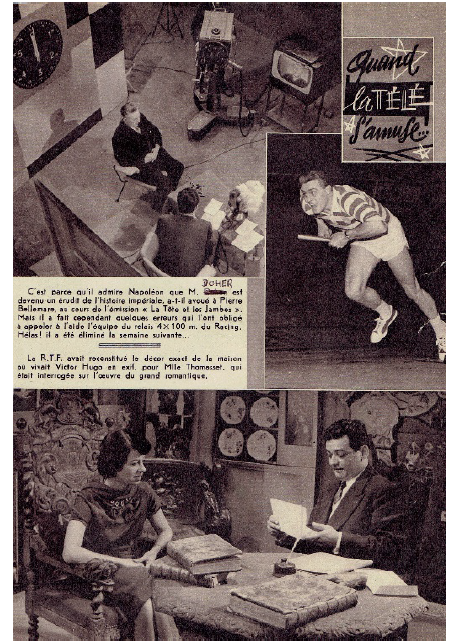
La tête et les jambes.

Il remporte six titres de champion de France du 110 m haies, de 1954 à 1961. Il améliore à deux reprises le record de France du 110 m haies, le portant à 14 s 3 et 14 s 2 en 1957, record qu'il égale en 1961. 
Il se classe deuxième des Jeux méditerranéens de 1955, derrière son compatriote Philippe Candau. 
En 1959, de retour des jeux africains, il échappe de peu à la mort après avoir contracté la malaria.  
Il a préparé sa résurrection au fond des Mines du Paradis à Batilly.
Le 12 juin 1965, il épouse au Blanc Mesnil Réjane Cornel, elle-même ex-internationale de saut en longueur
En 1987, en compagnie de son épouse, il s'installe pour une retraite heureuse, dans le Périgord noir.

### Palmarès
- 1949 Championnat de France FSGT

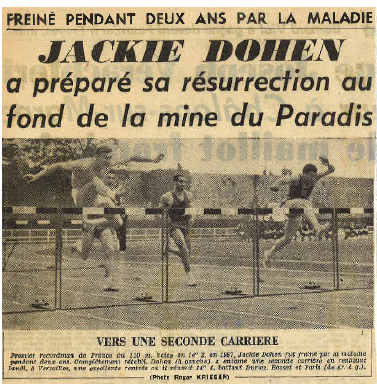
Retour sur les stades de Jacques Dohen après la malaria (Le Miroir des sports, 1960).

- 1951 Championnat d'Ile-de-France Stade Jean Bouin Paris
- 1952 Participation aux JO d’Helsinki
- 1954 Championnat d'Ile-de-France
- 1954 France Belgique
- 1954 Championnat de France
- 1959 Jeux africain à Bangui
- 1960 Participation à l’émission La tête et les jambes
- 1962 France Angleterre
- 1964 France Angleterre à Bilbao

- Championnats de France d'athlétisme :
  - vainqueur du 110 m haies en 1954, 1955, 1956, 1957, 1958 et 1961.

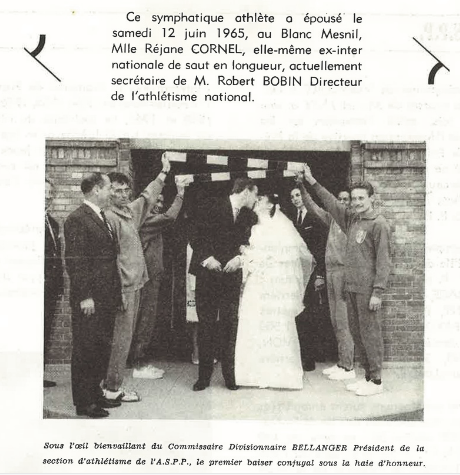
Mariage de Jacky Dohen avec Réjane Cornel.

### Records
| Épreuve     | Performance | Date |
| ----------- | ----------- | ---- |
| 200 m       | 23"1        | 1949 |
| 110 m haies | 15"3        | 1951 |
| 110 m haies | 14"8        | 1952 |
| 110 m haies | 15"         | 1954 |
| 110 m haies | 14"4        | 1954 |
| 110 m haies | 14"36       | 1961 |